# Nate Dusing
Nathanael „Nate“ James Dusing (* 25. November 1978 in Villa Hills, Kentucky) ist ein ehemaliger Schwimmer aus den Vereinigten Staaten. Er erhielt bei Olympischen Spielen eine Silber- und eine Bronzemedaille. Bei Weltmeisterschaften auf der Langbahn (50 Meter) gewann er einmal Gold, zweimal Silber und einmal Bronze, bei Weltmeisterschaften auf der Kurzbahn (25 Meter) erschwamm er eine Goldmedaille.

## Karriere
Dusing besuchte die Covington Catholic High School und danach die University of Texas at Austin. Nach seiner Graduierung schwamm der 1,85 Meter große Dusing für den Circle Club in Austin.
Dusings internationale Karriere begann bei den Kurzbahnweltmeisterschaften 1997 in Göteborg. Dusing belegte den sechsten Platz über 100 Meter Schmetterling. Ebenfalls Sechste wurde die 4-mal-100-Meter-Lagenstaffel und die 4-mal-200-Meter-Freistilstaffel. Im August 1997 wurden die Pan Pacific Swimming Championships in Fukuoka ausgetragen. Dusing gewann Gold mit der 4-mal-100-Meter-Lagenstaffel und wurde Fünfter über 200 Meter Schmetterling. Über 100 Meter Schmetterling wurde er Dritter hinter seinem Landsmann Neil Walker und dem Australier Michael Klim.
Drei Jahre später bei den Olympischen Spielen 2000 in Sydney erreichte die 4-mal-200-Meter-Freistilstaffel mit Chad Carvin, Nate Dusing, Jamie Rauch und Klete Keller das Finale mit der zweitschnellsten Vorlaufzeit. Im Endlauf schwammen Scott Goldblatt, Josh Davis, Jamie Rauch und Klete Keller über viereinhalb Sekunden schneller als die Vorlaufstaffel. Im Ziel hatten sie fünfeinhalb Sekunden Rückstand auf die australischen Olympiasieger und 0,06 Sekunden Vorsprung vor den drittplatzierten Niederländern. Auch die nur im Staffelvorlauf eingesetzten Schwimmer erhielten bei der Siegerehrung Medaillen. 2001 bei den Weltmeisterschaften in Fukuoka gewann die 4-mal-200-Meter-Freistilstaffel in der Besetzung Scott Goldblatt, Nate Dusing, Chad Carvin und Klete Keller die Bronzemedaille hinter den Australiern und den Italienern. Im Jahr darauf bei den Pan Pacific Swimming Championships 2002 in Yokohama gewann Dusing sowohl mit der 4-mal-100-Meter-Freistilstaffel als auch mit der 4-mal-200-Meter-Freistilstaffel die Silbermedaille. Über 100 Meter Freistil wurde er hinter den beiden Australiern Ian Thorpe und Ashley Callus Dritter. Über 200 Meter Freistil siegten die Australier Ian Thorpe und Grant Hackett vor Dusing.
2003 bei den Weltmeisterschaften in Barcelona belegte Dusing den achten Platz über 200 Meter Freistil. In der 4-mal-100-Meter-Freistilstaffel schwammen im Vorlauf Randall Bal, Nate Dusing, Ryan Wochomurka und Neil Walker die zweitschnellste Zeit hinter den Russen. Im Finale siegte die russische Staffel vor Scott Tucker, Neil Walker, Ryan Wochomurka und Jason Lezak. Auch Bal und Dusing erhielten eine Silbermedaille. Die 4-mal-200-Meter-Freistilstaffel erreichte mit Scott Goldblatt, Chad Carvin, Kevin Clements und Klete Keller das Finale als vorlaufschnellste Staffel. Im Finale siegten die Australier vor Michael Phelps, Nate Dusing, Aaron Peirsol und Klete Keller.
Bei den Olympischen Spielen 2004 in Athen erreichte die 4-mal-100-Meter-Freistilstaffel in der Besetzung Gabe Woodward, Nate Dusing, Neil Walker und Gary Hall junior das Finale in der zweitschnellsten Zeit. Im Endlauf siegten die Südafrikaner vor den Niederländern und der US-Staffel mit Ian Crocker, Michael Phelps, Neil Walker und Jason Lezak. Alle sieben eingesetzten Schwimmer aus den Vereinigten Staaten erhielten eine Bronzemedaille. Im Oktober 2004 gewann Dusing bei den Kurzbahnweltmeisterschaften 2004 in Indianapolis die Goldmedaille in der 4-mal-100-Meter-Freistilstaffel zusammen mit Nick Brunelli, Neil Walker und Jason Lezak. Zum Abschluss seiner Karriere siegte die 4-mal-100-Meter-Freistilstaffel mit Phelps, Walker, Dusing und Lezak bei den Weltmeisterschaften 2005 in Montreal. Schon im Vorlauf waren Neil Walker, Garrett Weber-Gale, Nate Dusing und Ben Wildman-Tobriner die schnellste Zeit geschwommen.